# Sotillo (Venezuela)
Sotillo é um município localizado ao sul do estado de Monagas, na Venezuela. Sua capital é a cidade de Barrancas del Orinoco, situada às margens do rio Orinoco.

## Geografia
Com uma área de 1.263 km², o município é caracterizado por uma baixa densidade populacional. O território é composto por áreas florestais e zonas ribeirinhas que influenciam diretamente a dinâmica social e econômica da região.

## População
Segundo o censo de 2001, a população do município era de 2.051 habitantes. Trata-se de um dos municípios menos populosos do estado de Monagas.

## Economia
A economia local é baseada principalmente na pesca artesanal, agricultura de subsistência e atividades ligadas ao rio Orinoco. A cidade de Barrancas del Orinoco também possui importância histórica por sua localização estratégica como ponto de travessia e comércio fluvial.

## Cultura
O município possui diversidade cultural influenciada por comunidades tradicionais locais, cujos costumes contribuem para as festividades e o modo de vida da população.